# 12 juin dans les chemins de fer
12 mai 12 juillet
Chronologies thématiques
- Croisades
- Sports
- Disney

Cette page concerne les événements qui se sont déroulés un 12 juin dans les chemins de fer.

## Événements

### XIXesiècle
- 1889. Royaume-Uni : Une catastrophe ferroviaire se produisit près d'Armagh (actuelle Irlande du Nord) quand les dernières voitures d'un train se détachèrent du reste du convoi dans une pente, la dévalèrent et heurtèrent le train suivant.  88 personnes, majoritairement des enfants, périrent dans ce qui était alors la plus grande catastrophe ferroviaire de l'histoire en Europe. À la suite de cet accident, le Parlement britannique adopta la Loi de Régulation des Chemins de fer, obligeant les compagnies à améliorer leurs systèmes de freinage et leur signalisation[1].

### XXesiècle
- 1905. États-Unis : Le train de voyageurs Pennsylvania Special des Chemins de fer de Pennsylvanie établit un record du monde de vitesse sur rail, en atteignant 204,7 km/h entre Chicago et New York.
- 1940. Suisse : Dans la nuit du 11 au 12 juin, la gare de Renens est bombardée par des avions anglais de retour d'une mission visant les usines Fiat de Turin
- 1971. France : Ouverture du Musée Français du Chemin de fer
- 1983. France : Dernier jour de fonctionnement de l'ancienne gare de Lyon-Brotteaux.
- 1988. Norvège : Fermeture du tramway de Trondheim, sur décision du conseil municipal.
- 1999. États-Unis : Mise en service de l'itinéraire Wilshire/Vermont à Hollywood/Vine de la ligne B de métro à Los Angeles.

### XXIesiècle
- 2002. Espagne : Le Talgo XXI établit un record (non officiel) de vitesse sur rail par traction diesel, à 256,38 km/h.
- 2005. Russie : À 7h10, une bombe explose entre Uzunovo et Bogatishchevo, à environ 153 km de Moscou, provoquant le déraillement de la locomotive et des quatre premières voitures d'un train Grozny-Moscou.
- 2006. République populaire de Chine : Le métro de Tianjin, après avoir été fermé pendant 5 ans pour reconstruction, rouvre au public.
- 2020. Canada : Accident évité entre deux rames impliquant la ligne 1 Yonge-University du métropolitain de Toronto à la station Osgoode

## Sources
- (en) Cet article est partiellement ou en totalité issu de l’article de Wikipédia en anglais intitulé « June 12 in rail transport » (voir la liste des auteurs).